# 新诗人派
新诗人派（希腊文：νεωτερικοί，英文：Neoteric、Neoterics、the Neoteric period），指一些希腊和拉丁诗人在希腊化时期（公元前323年起）传播的一种新的诗歌风格，并唾弃之前的荷马史诗。他们的创作主题围绕着个人展开，而不是古代的英雄和神的壮举。著名诗人有卡利马科斯和西塞罗等。

## 相關參見
- 抒情诗